# Ostrovus nikkoensis
Ostrovus nikkoensis is een steenvlieg uit de familie Perlodidae. De wetenschappelijke naam van de soort is voor het eerst geldig gepubliceerd in 1912 door Okamoto.